# Swagger Jagger
«Swagger Jagger» —en español: Contoneo Jagger— es el primer sencillo de la cantante británica Cher Lloyd, tomada de su álbum de estudio debut Sticks + Stones. Fue lanzado como primer sencillo del álbum el 31 de julio de 2011. La canción fue escrita por los dos equipos de producción de The Runners y The Monarch con Lloyd, Petr Brdicko, Autumn Rowe, Marcus Lomax y Clarence Coffee Jr., y fue producido por The Runners y The Monarch. Debutó en el número uno en el Reino Unido y en el número dos en Irlanda. El video musical fue lanzado el 1 de julio de 2011. También fue utilizado en la película Identity Thief protagonizada por Melissa McCarthy.

## Antecedentes y lanzamiento
"Swagger Jagger" recibió su primera aparición en vivo el 20 de junio de 2011. El sencillo se filtró en Internet el 15 de junio, pero esta versión fue confirmada más tarde, que Lloyd solo dio un adelanto de la pista en su cuenta de Twitter.
Lloyd interpretó la canción en el T4 on the Beach y también actuó en el Partido FM Aire Leeds en el parque y la clave de 103 en vivo Manchester, en el primer día del lanzamiento de su sencillo.

## Recepción

### Comentarios de la crítica
La canción ha recibido críticas negativas en sus críticas. Las primeras críticas compararon la canción a la Navidad villancico "Little Donkey". Sin embargo, en una crítica positiva, Robert Copsey de Digital Spy dio a la canción cuatro de cinco estrellas por escrito, "Su single hace un poco para cambiar esta situación, acusando a sus "haters" de hartar con su arrogancia tremendamente notable". También señaló las similitudes entre el coro de la canción y la balada popular americana occidental "Oh My Darling, Clementine". En "Lo más molesto de 2011", "Swagger Jagger" fue votado como la canción más molesta de todo el año.

## Posicionamento en listas
"Swagger Jagger" debutó en el número uno en UK Singles Chart del Reino Unido el 7 de agosto de 2011 - para la semana que terminó el 13 de agosto de 2011. Al 16 de diciembre de 2011 las ventas individuales ha superado 200.000 copias en el Reino Unido. [8] En la República de Irlanda, el sencillo ha llegado al número cuatro en Irish Singles Chart. El sencillo debutó en el número setenta y nueve en el Mega Top 100 en los Países Bajos. Después de una actuación en la final de So You Think You Can Dance, la canción volvió a entrar en la tabla en el número sesenta.

## Lista de canciones
- Estados Unidos digital EP

1. "Swagger Jagger" – 3:14
2. "Swagger Jagger" (HyGrade Club Mix) – 3:32
3. "Swagger Jagger" (Wideboys Radio Edit) – 3:03
4. "Swagger Jagger" (Dillon Francis Remix) – 5:06
5. "Swagger Jagger" (Eyes Remix) – 4:27

- Sencillo CD Reino Unido

1. "Swagger Jagger" – 3:12
2. "Swagger Jagger" (HyGrade Radio Mix) – 3:35

- Descarga Digital Estados Unidos.

1. "Swagger Jagger" – 3:12

## Posicionamiento en listas
| Listas (2011)                          | Mejor posición |
| -------------------------------------- | -------------- |
| Bélgica (Flandes) (Ultratop 50)        | 43             |
| Irlanda (IRMA)                         | 2              |
| Japan (Billboard Japan Hot 100)        | 5              |
| Países Bajos (Mega Single Top 100)     | 60             |
| Escocia (Scottish Singles Sales Chart) | 1              |
| Reino Unido (UK Singles Chart)         | 1              |